# Qualification au championnat d'Europe masculin de basket-ball 2025
Pour un article plus général, voir Championnat d'Europe de basket-ball 2025.
Navigation
Qualifications 2022 Qualifications 2029
Les qualifications au championnat d'Europe de basket-ball 2025 est une compétition de basket-ball qui se joue de novembre 2021 à février 2025, pour déterminer les nations FIBA Europe qui se qualifieront pour le championnat d'Europe de basket-ball 2025.

## Changement de format
De même, comme pour l'édition précédente, le format implique des pré-qualificatifs et des qualificatifs. Le premier tour des pré-qualifications comprend les équipes qui n'ont pas participé aux éliminatoires de la Coupe du monde masculine de basket-ball 2023. En raison de l'invasion russe de l'Ukraine en 2022, la FIBA a modifié le système de qualification lors du premier tour des pré-qualificatifs.

### Ancien format
Le premier tour des pré-qualifications devait être disputé par dix équipes : huit éliminées lors des pré-qualifications des éliminatoires de la Coupe du monde masculine de basket-ball 2023 et deux équipes qui n'ont pas postulé participer à ces qualifications. Elles devaient être divisées en trois groupes : deux groupes de trois équipes et un groupe de quatre équipes. Le vainqueur de chaque groupe et la meilleure deuxième équipe se seraient qualifiés pour le deuxième tour,. Le deuxième tour des pré-qualifications aurait été disputé par douze équipes : huit éliminées lors du premier tour des éliminatoires de la Coupe du monde masculine de basket-ball 2023, et quatre équipes issues premier tour. Les quatre vainqueurs de groupe de trois équipes auraient alors accédé aux qualifications à proprement parler. Le troisième tour des pré-qualificatifs aurait été joué par toutes les équipes du premier et du deuxième tour qui n'auraient pas réussi à se qualifier; elles se seraient disputé les quatre dernières places des éliminatoires.

### Nouveau format
Le premier tour des pré-qualificatifs continue de se dérouler dans le format d'origine puisque la décision de modifier le système de compétition a été prise au cours de son déroulement. Entre-temps, Chypre a été annoncée comme hôte du tournoi, tandis que la Russie et la Biélorussie ont été expulsés de toute compétition FIBA ce qui implique peu de changements de format,. Au lieu de quatre équipes à l'origine, six équipes passent désormais du premier tour des pré-qualificatifs au deuxième tour : trois vainqueurs de groupe, deux meilleurs deuxièmes et Chypre comme pays hôte, quel que soit leur résultat. Le deuxième tour des pré-qualifications sera disputé par douze équipes : six (au lieu des huit initiales à la suite de l'exclusion de la Russie et de la Biélorussie) éliminées lors du premier tour des éliminatoires de la Coupe du monde masculine de basket-ball 2023, et six équipes se qualifient dès le premier tour. Contrairement au format initial, ils seront divisés en trois groupes par quatre équipes, les vainqueurs de groupe et Chypre se qualifiant pour les éliminatoires. Le troisième tour des pré-qualificatifs sera disputé par toutes les autres équipes des deux premiers tours sans aucun changement.
Les éliminatoires seront disputées par 32 équipes : 24 équipes participant au deuxième tour des éliminatoires de la Coupe du monde masculine de basket-ball 2023 rejointes par huit équipes avancées des pré-qualifications.

## Critères
En cas d'égalité de points de plusieurs équipes à l'issue des matchs de poule, les critères suivants sont appliqués dans l'ordre indiqué pour établir leur classement:
1. Points de chaque équipe,
2. Face-à-face,
3. Différence de points,
4. Points pour.

## Pré-qualifications
Les pré-qualifications de l'EuroBasket 2025 se joueront en trois tours. Les huit meilleures équipes se qualifient pour les éliminatoires de l'EuroBasket 2025.

### Premier tour
Le premier tour des pré-qualificatifs s'est déroulé en trois fenêtres : du 25 au 28 novembre 2021 ; du 24 au 27 février et du 30 juin au 3 juillet 2022.
Le vainqueur de chaque groupe, les deux meilleures équipes deuxièmes et Chypre en tant que pays hôte se sont qualifiés pour le deuxième tour. Toutes les autres équipes ont été transférées au troisième tour.

#### Tirage au sort
Le tirage au sort a été effectué le 20 août 2021.

##### Composition
Le classement était basé sur le classement mondial de la FIBA du 9 août 2021.
| Équipe   | Rang |
| -------- | ---- |
| Roumanie | 54   |
| Danemark | 55   |
| Suisse   | 60   |

| Équipe     | Rang |
| ---------- | ---- |
| Autriche   | 61   |
| Kosovo     | 70   |
| Luxembourg | 74   |

| Équipe  | Rang |
| ------- | ---- |
| Chypre  | 79   |
| Norvège | 89   |
| Albanie | 105  |

| Équipe  | Rang |
| ------- | ---- |
| Irlande | 107  |

#### Groupes
Légende :
- Qualification pour le 2e tour
- Qualification pour le 3e tour

Toutes les heures sont locales.
Source: FIBA Pre-Qualifiers 1

##### Groupe A
| Rang | Équipe   | Pts | J | G | P | Pp  | Pc  | Diff |  | Résultats (dom.\ext.) |       |       |       |       |
| ---- | -------- | --- | - | - | - | --- | --- | ---- |  | --------------------- | ----- | ----- | ----- | ----- |
| 1    | Autriche | 11  | 6 | 5 | 1 | 494 | 406 | 88   |  | Autriche              |       | 80-64 | 92-66 | 78-49 |
| 2    | Suisse   | 10  | 6 | 4 | 2 | 444 | 409 | 35   |  | Suisse                | 80-61 |       | 83-72 | 66-43 |
| 3    | Irlande  | 8   | 6 | 2 | 4 | 454 | 508 | -54  |  | Irlande               | 70-97 | 82-88 |       | 83-75 |
| 4    | Chypre   | 7   | 6 | 1 | 5 | 388 | 457 | -69  |  | Chypre                | 77-86 | 71-63 | 73-81 |       |

##### Groupe B
| Rang | Équipe          | Pts | J | G | P | Pp  | Pc  | Diff |  | Résultats (dom.\ext.) |       |       |        |
| ---- | --------------- | --- | - | - | - | --- | --- | ---- |  | --------------------- | ----- | ----- | ------ |
| 1    | Roumanie        | 8   | 4 | 4 | 0 | 328 | 283 | 45   |  | Roumanie              |       | 78-67 | 101-84 |
| 2    | Luxembourg (+8) | 5   | 4 | 1 | 3 | 312 | 318 | -6   |  | Luxembourg (+8)       | 70-73 |       | 86-75  |
| 3    | Albanie (-8)    | 5   | 4 | 1 | 3 | 313 | 352 | -39  |  | Albanie (-8)          | 62-76 | 92-89 |        |

##### Groupe C
| Rang | Équipe   | Pts | J | G | P | Pp  | Pc  | Diff |  | Résultats (dom.\ext.) |       |       |        |
| ---- | -------- | --- | - | - | - | --- | --- | ---- |  | --------------------- | ----- | ----- | ------ |
| 1    | Danemark | 7   | 4 | 3 | 1 | 326 | 279 | 47   |  | Danemark              |       | 84-68 | 105-71 |
| 2    | Norvège  | 6   | 4 | 2 | 2 | 311 | 317 | -6   |  | Norvège               | 62-64 |       | 86-77  |
| 3    | Kosovo   | 5   | 4 | 1 | 3 | 318 | 359 | -41  |  | Kosovo                | 78-73 | 92-95 |        |

#### Classement des deuxièmes de groupe
Les matchs contre l'équipe classée quatrième du groupe A ne sont pas inclus dans ce classement.
| Rang  | Équipe     | Pts | J | G | P | Pp  | Pc  | Diff |
| ----- | ---------- | --- | - | - | - | --- | --- | ---- |
| 1 (A) | Suisse     | 7   | 4 | 3 | 1 | 315 | 295 | 20   |
| 2 (C) | Norvège    | 6   | 4 | 2 | 2 | 311 | 317 | -6   |
| 3 (B) | Luxembourg | 5   | 4 | 1 | 3 | 312 | 318 | -6   |

### Deuxième tour
Le second tour des pré-qualificatifs se joue en trois fenêtres : août 2022, novembre 2022 et février 2023.
Les douze équipes seront tirées au sort en trois groupes par quatre équipes. Le vainqueur de chaque groupe ainsi que l'hôte du tournoi, Chypre, se qualifieront pour les éliminatoires. Toutes les autres équipes seront transférées au troisième tour.

#### Tirage au sort
Le tirage au sort est prévu le 14 juillet 2022.

##### Composition
| Équipe            |
| ----------------- |
| Slovaquie         |
| Macédoine du Nord |
| Croatie           |
| Pologne           |
| Portugal          |
| Bulgarie          |

| Équipe   |
| -------- |
| Autriche |
| Roumanie |
| Danemark |

| Équipe  |
| ------- |
| Suisse  |
| Norvège |
| Chypre  |

#### Groupes
Légende :
- Qualification pour les qualifications
- Qualification pour le 3e tour

Toutes les heures sont locales.
Source: FIBA Pre-Qualifiers 2

##### Groupe D
| Rang | Équipe            | Pts | J | G | P | Pp  | Pc  | Diff |  | Résultats (dom.\ext.) |       |       |       |       |
| ---- | ----------------- | --- | - | - | - | --- | --- | ---- |  | --------------------- | ----- | ----- | ----- | ----- |
| 1    | Macédoine du Nord | 11  | 6 | 5 | 1 | 436 | 375 | 61   |  | Macédoine du Nord     |       | 79-75 | 58-36 | 74-71 |
| 2    | Slovaquie         | 10  | 6 | 4 | 2 | 439 | 436 | 3    |  | Slovaquie             | 82-73 |       | 68-87 | 74-70 |
| 3    | Norvège           | 8   | 6 | 2 | 4 | 380 | 417 | -37  |  | Norvège               | 41-79 | 56-68 |       | 99-75 |
| 4    | Danemark          | 7   | 6 | 1 | 5 | 426 | 453 | -27  |  | Danemark              | 70-73 | 71-72 | 69-61 |       |

##### Groupe E
| Rang | Équipe       | Pts | J | G | P | Pp  | Pc  | Diff |  | Résultats (dom.\ext.) |       |        |       |       |
| ---- | ------------ | --- | - | - | - | --- | --- | ---- |  | --------------------- | ----- | ------ | ----- | ----- |
| 1    | Pologne (+5) | 11  | 6 | 5 | 1 | 493 | 412 | 81   |  | Pologne (+5)          |       | 69-72  | 79-64 | 87-72 |
| 2    | Croatie (-5) | 11  | 6 | 5 | 1 | 483 | 414 | 69   |  | Croatie (-5)          | 79-87 |        | 84-53 | 84-74 |
| 3    | Suisse       | 8   | 6 | 2 | 4 | 392 | 436 | -44  |  | Suisse                | 70-80 | 56-64  |       | 74-64 |
| 4    | Autriche     | 6   | 6 | 0 | 6 | 405 | 511 | -106 |  | Autriche              | 55-91 | 75-100 | 65-75 |       |

##### Groupe F
| Rang | Équipe   | Pts | J | G | P | Pp  | Pc  | Diff |  | Résultats (dom.\ext.) |       |       |       |        |
| ---- | -------- | --- | - | - | - | --- | --- | ---- |  | --------------------- | ----- | ----- | ----- | ------ |
| 1    | Portugal | 10  | 5 | 5 | 0 | 432 | 334 | 98   |  | Portugal              |       | 88-78 | 92-62 | 102-69 |
| 2    | Bulgarie | 9   | 5 | 4 | 1 | 387 | 342 | 45   |  | Bulgarie              | 90-82 |       | 84-72 | 88-55  |
| 3    | Roumanie | 6   | 5 | 1 | 4 | 323 | 378 | -55  |  | Roumanie              | 59-75 | 61-62 |       | 75-50  |
| 4    | Chypre   | 5   | 5 | 0 | 5 | 321 | 409 | -88  |  | Chypre                | 66-75 | 66-75 | 65-69 |        |

### Troisième tour
Le tirage au sort a eu lieu le 25 avril 2023. Le troisième tour des pré-qualificatifs se jouera du 19 juillet au 5 août 2023. Douze équipes participeront : les quatre équipes éliminées du premier tour sont rejointes par les huit équipes éliminées du second tour. Les équipes joueront en quatre groupes de trois; les quatre équipes les mieux classées se qualifieront pour les qualifications.

#### Composition
| Équipe   | Position |
| -------- | -------- |
| Croatie  | 25       |
| Bulgarie | 47       |
| Roumanie | 57       |
| Suisse   | 58       |

| Équipe     | Position |
| ---------- | -------- |
| Danemark   | 60       |
| Slovaquie  | 61       |
| Autriche   | 63       |
| Luxembourg | 77       |

| Équipe  | Position |
| ------- | -------- |
| Kosovo  | 80       |
| Norvège | 93       |
| Irlande | 96       |
| Albanie | 100      |

#### Groupes
Légende :
- Qualification pour les qualifications

Toutes les heures sont locales.
Source: FIBA Pre-Qualifiers 3

##### Groupe G
| Rang | Équipe     | Pts | J | G | P   | Pp  | Pc   | Diff |  | Résultats (dom.\ext.) |       |       |       |
| ---- | ---------- | --- | - | - | --- | --- | ---- | ---- |  | --------------------- | ----- | ----- | ----- |
| 1    | Croatie    | 4   | 4 | 0 | 373 | 251 | +122 | 129  |  | Croatie               |       | 98-62 | 89-49 |
| 2    | Luxembourg | 4   | 2 | 2 | 285 | 336 | -51  |      |  | Luxembourg            | 79-81 |       | 76-96 |
| 3    | Irlande    | 4   | 0 | 4 | 293 | 364 | -71  |      |  | Irlande               | 61-95 | 79-96 |       |

##### Groupe H
| Rang | Équipe   | Pts | J | G | P   | Pp  | Pc  | Diff |  | Résultats (dom.\ext.) |       |       |       |
| ---- | -------- | --- | - | - | --- | --- | --- | ---- |  | --------------------- | ----- | ----- | ----- |
| 1    | Danemark | 4   | 4 | 0 | 324 | 265 | +59 | 206  |  | Danemark              |       | 82-75 | 94-81 |
| 2    | Kosovo   | 4   | 2 | 2 | 290 | 291 | -1  |      |  | Kosovo                | 63-88 |       | 76-49 |
| 3    | Suisse   | 4   | 0 | 4 | 248 | 306 | -58 |      |  | Suisse                | 46-60 | 72-76 |       |

##### Groupe I
| Rang | Équipe    | Pts | J | G | P   | Pp  | Pc  | Diff |  | Résultats (dom.\ext.) |       |       |       |
| ---- | --------- | --- | - | - | --- | --- | --- | ---- |  | --------------------- | ----- | ----- | ----- |
| 1    | Slovaquie | 4   | 4 | 0 | 327 | 250 | +77 | 173  |  | Slovaquie             |       | 83-58 | 86-63 |
| 2    | Roumanie  | 4   | 2 | 2 | 282 | 298 | -16 |      |  | Roumanie              | 65-69 |       | 72-63 |
| 3    | Albanie   | 4   | 0 | 4 | 273 | 334 | -61 |      |  | Albanie               | 64-89 | 83-87 |       |

##### Groupe J
| Rang | Équipe   | Pts | J | G | P   | Pp  | Pc  | Diff |  | Résultats (dom.\ext.) |       |       |       |
| ---- | -------- | --- | - | - | --- | --- | --- | ---- |  | --------------------- | ----- | ----- | ----- |
| 1    | Bulgarie | 4   | 3 | 1 | 339 | 297 | +42 | 255  |  | Bulgarie              |       | 91-69 | 83-71 |
| 2    | Norvège  | 4   | 2 | 2 | 305 | 330 | -25 |      |  | Norvège               | 86-60 |       | 84-74 |
| 3    | Autriche | 4   | 1 | 3 | 301 | 318 | -17 |      |  | Autriche              | 71-85 | 85-66 |       |

## Qualifications
Les éliminatoires de l'EuroBasket 2025 se joueront dans les fenêtres suivantes : novembre 2023, février 2024, novembre 2024 et février 2025. 32 équipes, y compris les coorganisateurs de l'Eurobasket, seront réparties en huit groupes par quatre équipes. Trois équipes de chaque groupe se qualifieront pour l'Eurobasket 2025. Pour les groupes contenant les équipes hôtes, l'hôte et les deux autres équipes les mieux classées se qualifieront pour le tournoi.

### Tirage au sort
Le tirage au sort est prévu en 2023.

#### Composition
Les 32 nations participantes seront réparties en huit groupes de quatre équipes chacun lors du tirage au sort, qui aura lieu le 8 août 2023 à Munich.
| Équipe   | Rang |
| -------- | ---- |
| Espagne  | 1    |
| France   | 5    |
| Serbie   | 6    |
| Slovénie | 7    |

| Équipe    | Rang |
| --------- | ---- |
| Lituanie  | 8    |
| Grèce     | 9    |
| Italie    | 10   |
| Allemagne | 11   |

| Équipe     | Rang |
| ---------- | ---- |
| Tchéquie   | 12   |
| Pologne    | 14   |
| Turquie    | 16   |
| Monténégro | 18   |

| Équipe   | Rang |
| -------- | ---- |
| Finlande | 24   |
| Croatie  | 25   |
| Ukraine  | 28   |
| Lettonie | 29   |

| Équipe             | Rang |
| ------------------ | ---- |
| Belgique           | 30   |
| Géorgie            | 32   |
| Israël             | 33   |
| Bosnie-Herzégovine | 35   |

| Équipe   | Rang |
| -------- | ---- |
| Hongrie  | 39   |
| Estonie  | 44   |
| Pays-Bas | 45   |
| Bulgarie | 47   |

| Équipe            | Rang |
| ----------------- | ---- |
| Grande-Bretagne   | 48   |
| Islande           | 49   |
| Suède             | 50   |
| Macédoine du Nord | 53   |

| Équipe    | Rang |
| --------- | ---- |
| Portugal  | 54   |
| Danemark  | 60   |
| Slovaquie | 61   |
| Chypre    | 78   |

### Groupe A
| Rang | Équipe   | Pts | J | G | P | Pp  | Pc  | Diff |  | Résultats (dom.\ext.) |       |       |       |       |
| ---- | -------- | --- | - | - | - | --- | --- | ---- |  | --------------------- | ----- | ----- | ----- | ----- |
| 1    | Israël   | 11  | 6 | 5 | 1 | 493 | 458 | 35   |  | Israël                |       | 84-74 | 84-78 | 88-75 |
| 2    | Slovénie | 10  | 6 | 4 | 2 | 490 | 471 | 19   |  | Slovénie              | 88-79 |       | 83-82 | 87-73 |
| 3    | Portugal | 8   | 6 | 2 | 4 | 451 | 478 | -27  |  | Portugal              | 70-72 | 82-74 |       | 60-88 |
| 4    | Ukraine  | 7   | 6 | 1 | 5 | 457 | 484 | -27  |  | Ukraine               | 73-86 | 71-84 | 77-79 |       |

| Qualification pour l'Eurobasket 2025 |

### Groupe B
| Rang | Équipe  | Pts | J | G | P | Pp  | Pc  | Diff |  | Résultats (dom.\ext.) |       |       |       |       |
| ---- | ------- | --- | - | - | - | --- | --- | ---- |  | --------------------- | ----- | ----- | ----- | ----- |
| 1    | Italie  | 10  | 6 | 4 | 2 | 486 | 432 | 54   |  | Italie                |       | 74-81 | 87-80 | 67-71 |
| 2    | Islande | 9   | 6 | 3 | 3 | 458 | 468 | -10  |  | Islande               | 71-95 |       | 83-71 | 70-65 |
| 3    | Turquie | 9   | 6 | 3 | 3 | 467 | 467 | 0    |  | Turquie               | 67-80 | 76-75 |       | 92-66 |
| 4    | Hongrie | 8   | 6 | 2 | 4 | 427 | 471 | -44  |  | Hongrie               | 62-83 | 87-78 | 76-81 |       |

| Qualification pour l'Eurobasket 2025 |

### Groupe C
| Rang | Équipe    | Pts | J | G | P | Pp  | Pc  | Diff |  | Résultats (dom.\ext.) |       |       |       |       |
| ---- | --------- | --- | - | - | - | --- | --- | ---- |  | --------------------- | ----- | ----- | ----- | ----- |
| 1    | Lettonie  | 12  | 6 | 6 | 0 | 475 | 416 | 59   |  | Lettonie              |       | 83-66 | 75-72 | 64-52 |
| 2    | Espagne   | 9   | 6 | 3 | 3 | 413 | 415 | -2   |  | Espagne               | 75-79 |       | 59-52 | 84-71 |
| 3    | Belgique  | 9   | 6 | 3 | 3 | 433 | 395 | 38   |  | Belgique              | 83-85 | 58-53 |       | 93-63 |
| 4    | Slovaquie | 6   | 6 | 0 | 6 | 386 | 481 | -95  |  | Slovaquie             | 68-89 | 72-76 | 60-75 |       |

| Qualification pour l'Eurobasket 2025 |

### Groupe D
| Rang | Équipe     | Pts | J | G | P | Pp  | Pc  | Diff |  | Résultats (dom.\ext.) |       |       |       |       |
| ---- | ---------- | --- | - | - | - | --- | --- | ---- |  | --------------------- | ----- | ----- | ----- | ----- |
| 1    | Allemagne  | 10  | 6 | 4 | 2 | 488 | 423 | 65   |  | Allemagne             |       | 85-61 | 80-61 | 94-85 |
| 2    | Monténégro | 9   | 6 | 3 | 3 | 490 | 484 | 6    |  | Monténégro            | 76-95 |       | 95-70 | 85-62 |
| 3    | Suède      | 9   | 6 | 3 | 3 | 451 | 481 | -30  |  | Suède                 | 73-72 | 86-83 |       | 84-70 |
| 4    | Bulgarie   | 8   | 6 | 2 | 4 | 451 | 492 | -41  |  | Bulgarie              | 67-62 | 86-90 | 81-77 |       |

| Qualification pour l'Eurobasket 2025 |

### Groupe E
| Rang | Équipe             | Pts | J | G | P | Pp  | Pc  | Diff |  | Résultats (dom.\ext.) |       |       |        |        |
| ---- | ------------------ | --- | - | - | - | --- | --- | ---- |  | --------------------- | ----- | ----- | ------ | ------ |
| 1    | France             | 12  | 6 | 6 | 0 | 466 | 408 | 58   |  | France                |       | 76-74 | 73-61  | 85-70  |
| 2    | Bosnie-Herzégovine | 9   | 6 | 3 | 3 | 531 | 457 | 74   |  | Bosnie-Herzégovine    | 64-74 |       | 110-90 | 108-62 |
| 3    | Croatie            | 9   | 6 | 3 | 3 | 516 | 472 | 44   |  | Croatie               | 80-83 | 89-76 |        | 92-63  |
| 4    | Chypre             | 6   | 6 | 0 | 6 | 387 | 563 | -176 |  | Chypre                | 59-75 | 66-99 | 67-104 |        |

| Qualification pour l'Eurobasket 2025 |

### Groupe F
| Rang | Équipe          | Pts | J | G | P | Pp  | Pc  | Diff |  | Résultats (dom.\ext.) |       |       |       |       |
| ---- | --------------- | --- | - | - | - | --- | --- | ---- |  | --------------------- | ----- | ----- | ----- | ----- |
| 1    | Grèce           | 11  | 6 | 5 | 1 | 451 | 418 | 33   |  | Grèce                 |       | 77-67 | 72-64 | 63-53 |
| 2    | Grande-Bretagne | 10  | 6 | 4 | 2 | 489 | 477 | 12   |  | Grande-Bretagne       | 73-72 |       | 96-75 | 98-94 |
| 3    | Tchéquie        | 8   | 6 | 2 | 4 | 484 | 494 | -10  |  | Tchéquie              | 89-93 | 90-82 |       | 96-74 |
| 4    | Pays-Bas        | 7   | 6 | 1 | 5 | 439 | 474 | -35  |  | Pays-Bas              | 72-74 | 69-73 | 77-70 |       |

| Qualification pour l'Eurobasket 2025 |

### Groupe G
| Rang | Équipe   | Pts | J | G | P | Pp  | Pc  | Diff |  | Résultats (dom.\ext.) |        |       |       |       |
| ---- | -------- | --- | - | - | - | --- | --- | ---- |  | --------------------- | ------ | ----- | ----- | ----- |
| 1    | Serbie   | 12  | 6 | 6 | 0 | 491 | 376 | 115  |  | Serbie                |        | 63-54 | 77-61 | 98-51 |
| 2    | Géorgie  | 9   | 6 | 3 | 3 | 419 | 421 | -2   |  | Géorgie               | 63-76  |       | 81-64 | 62-60 |
| 3    | Finlande | 8   | 6 | 2 | 4 | 475 | 515 | -40  |  | Finlande              | 95-105 | 83-90 |       | 89-85 |
| 4    | Danemark | 7   | 6 | 1 | 5 | 400 | 473 | -73  |  | Danemark              | 52-72  | 75-69 | 77-83 |       |

| Qualification pour l'Eurobasket 2025 |

### Groupe H
| Rang | Équipe            | Pts | J | G | P | Pp  | Pc  | Diff |  | Résultats (dom.\ext.) |       |       |       |       |
| ---- | ----------------- | --- | - | - | - | --- | --- | ---- |  | --------------------- | ----- | ----- | ----- | ----- |
| 1    | Lituanie          | 11  | 6 | 5 | 1 | 482 | 391 | 91   |  | Lituanie              |       | 82-75 | 94-72 | 83-64 |
| 2    | Estonie           | 10  | 6 | 4 | 2 | 466 | 441 | 25   |  | Estonie               | 65-59 |       | 84-65 | 86-88 |
| 3    | Macédoine du Nord | 8   | 6 | 2 | 4 | 457 | 479 | -22  |  | Macédoine du Nord     | 67-82 | 69-74 |       | 88-74 |
| 4    | Pologne           | 7   | 6 | 1 | 5 | 423 | 517 | -94  |  | Pologne               | 48-82 | 78-82 | 71-96 |       |

| Qualification pour l'Eurobasket 2025 |